# Illus
Illus (-488) was een hoge functionaris in het Byzantijnse Rijk, van Isaurische afkomst. Hij was beïnvloed door de filosoof en dichter Pamprepius en wordt beschouwd als een omstreden figuur.

## Situering in de tijd
Hij komt na de dood van Aspar (-471), na de dood van  Leo I (-474), tijdens de laatste stuiptrekkingen van het West-Romeinse Rijk, tijdens de regering van keizer Zeno (getrouwd met een dochter van Leo I, Ariadne) (474-491)

## Intriges
- troonafzetting van Zeno door Basiliscus (broer van de vrouw van Leo I, Verina). (475-476)
- opstand van Flavius Marcianus (getrouwd met een dochter van Leo I, Leontia). (479)
- opstand van Leontios I (gesteund door Verina). (484-488)

Het laatste wordt hem fataal, samen met Leontius I wordt hij onthoofd en de hoofden worden naar keizer Zeno gestuurd.

### Eerste bron
- Joannes Zonaras. Compendium of History.
- Theophanes (1841). Chronographia.
- Evagrius. Historia Ecclesiae.

### Tweede bron
- Armory, Patrick (1997). People and Identity in Ostrogothic Italy, 489-554. Cambridge University Press, 282–283. ISBN 0-521-52635-3.
- Cameron, Averil, Ward-Perkins, Bryan., Whitby, Michael (2000). The Cambridge ancient history 14. Late Antiquity: empire and successors, A.D. 425 - 600. Cambridge University Press. ISBN 0-521-32591-9.
- Williams, Stephen, and Gerard Friell (1999). The Rome that did not fall. Routledge. ISBN 0-415-15403-0.